# Mottama
Mottama, abans Martaban, és una població de Myanmar al districte de Thaton a l'estat Mon, a la riba dreta del riu Salween enfront de Mawlamyaing o Moulmein (Maulmain, Moulmain, Molmain, Mulmain, etc.) a 16° 32′ N, 97° 36′ E / 16.533°N,97.600°E. Dona nom a la badia o golf de Martaban on desaigüen el riu Irauadi i el Salween. La població el 1881 era de 1.781 habitants i la població actual no consta. Per força temps fou capital d'un township. Destaca la pagoda Mya-thein-dan a la riba del riu Salween i la campana talaing del segle xv amb una inscripció del rei Dhammaceti.

## Història
Fou fundada el 573 o 576 pel primer rei de Pegu Tha-ma-la. Fou engrandida a la meitat del segle xiii. Una dinastia mon va governar la baixa Birmània del 1287 al 1553 a la caiguda de la dinastia birmana de Pagan, i la seva primera capital fou Martaban però després va passar a Pegu (regne Talaing) el 1323. Durant les guerres amb siamesos i birmans fou atacada diverses vegades i algunes ocupada. Fou centre comercial amb els europeus, i el portuguès Manuel de Faria y Souza la descriu el 1540 com la metròpolis d'un gran regne però per alguns detalls se sap que el seu relat era exagerat. Al final del segle xvi fou ocupada pels siamesos que hi va nomenar governador amb autoritat sobre tota la regió. Després va canviar de mans diverses vegades. Als segles XVII i XVIII fou seu d'un governador elegit a vegades pel rei de Pegu i a vegades pel de Birmània. Fou capturada pels britànics a la primera Guerra Anglo-Birmana el 29 de novembre de 1824 i altre cop en el segon conflicte el 5 d'abril de 1852; l'intent de reconquesta birmana pocs mesos després fou rebutjat. Fou part del districte d'Amherst a la divisió de Tenasserim i després part del districte de Thaton.